# Veľké Kapušany
Veľké Kapušany es un municipio del distrito de Michalovce en la región de Košice, Eslovaquia, con una población estimada a final del año 2024 de 8347 habitantes.
Se encuentra ubicado al noreste de la región, en la cuenca hidrográfica del río Bodrog (afluente derecho del Tisza) y cerca de la frontera con la región de Prešov, Ucrania y Hungría.

## Demografía
| Año        | 1994 | 2004    | 2014    | 2024    |
| ---------- | ---- | ------- | ------- | ------- |
| Población  | 9786 | 9536    | 9235    | 8347    |
| Diferencia |      | −2,55 % | −3,15 % | −9,61 % |

| Año        | 2023 | 2024    |
| ---------- | ---- | ------- |
| Población  | 8479 | 8347    |
| Diferencia |      | −1,55 % |